# Церетели, Елена Зурабовна
Еле́на (Лика) Зура́бовна Церете́ли (род. 4 сентября 1959, Тбилиси, Грузинская ССР, СССР) — российский искусствовед и художник, кандидат искусствоведения, академик Российской академии художеств (2007), заслуженный работник культуры Российской Федерации (2012). Дочь З. К. Церетели.

## Биография
Родилась 4 сентября 1959 года в Тбилиси.
В 1982 году окончила отделение истории и теории искусств исторического факультета Московского государственного университета, позднее училась в аспирантуре Санкт-Петербургского государственного академического института живописи, скульптуры и архитектуры имени И. Е. Репина. Защитила кандидатскую диссертацию «Творчество П. К. Клодта и некоторые вопросы развития русской скульптуры первой половины и середины XIX века».
После окончания университета работала редактором отдела анализа и обобщения информации по проблемам культуры и искусства в Государственной библиотеке имени В. И. Ленина.
С 1985 по 1987 год работала в Тбилисском художественно-производственном комбинате художественного фонда Грузинской ССР.
С 1988 по 1994 годы — заведующая отделом Союза дизайнеров Грузии.
В 1995 году переехала в Москву и работала в Международном центра дизайна.
С 1999 года — заместитель директора по выставочной работе Московского музея современного искусства.
В 2007 году избрана академиком Российской академии художеств, а также членом Президиума Российской академии художеств.
С 2008 года — директор Галереи искусств Зураба Церетели.
Автор книг и статей о Российской академии художеств, Научно-исследовательском музее Современного искусства, творчестве З. К. Церетели.
Участвовала в создании мемориального комплекса на Поклонной горе и воссоздании Храма Христа Спасителя, занималась изучением и подбором архивных материалов, фотодокументов, поиском исторических деталей.

### Семья
- Отец — советский, грузинский и российский художник-живописец, монументалист, скульптор, педагог, президент РАХ Зураб Константинович Церетели (1934—2025)
- Мать — Инесса Александровна Андроникашвили (1937—1998)
- Дети: Василий (род. 1978), Зураб (род. 1987) — академики РАХ, Виктория (род. 2000).
- Внуки: Александр (род. 2003), Николай (род. 2005), Филипп (род. 2008), Мария Изабелла (род. 2009).